# Dodești
Dodești est une commune roumaine située dans le județ de Vaslui.